# Emmanuel Mignot
Emmanuel Mignot (ur. 11 grudnia 1959 w Paryżu) – francuski lekarz specjalizujący się w badaniach nad snem. Profesor Uniwersytetu Stanforda. Dyrektor Stanford Center for Sleep Scienes and Medicine. 
Mignot wyizolował gen wywołujący narkolepsję u dobermanów. Odkrył, że narkolepsja jest wywoływana przez niedobór hipokretyny. Zidentyfikował również czynniki genetyczne i wirusowe prowadzące do takiego niedoboru.